# ولبلینگ
ولبلینگ (به آلمانی: Wölbling) یک منطقهٔ مسکونی در اتریش است که در ناحیه زانکت پولتن-لاند واقع شده‌است. ولبلینگ ۳۲٫۲۶ کیلومتر مربع مساحت دارد ۳۴۲ متر بالاتر از سطح دریا واقع شده‌است.

## خواهرخوانده
شهر بیشوفسویزن خواهرخواندهٔ ولبلینگ هست.